# Venere al bagno
La Venere al bagno, o Venere che entra nel bagno (Vénus au bain o Baigneuse), è una scultura in marmo realizzata dallo scultore Christophe-Gabriel Allegrain, esposta al Salone del 1767 e conservata a Parigi, al museo del Louvre.

## Storia
L'opera venne commissionata dal marchese di Marigny, direttore generale degli edifici del re, per il castello di Choisy-le-Roi. Il modello venne esposto nel 1757. Il marmo sarebbe stato esposto al Salone dieci anni dopo; tuttavia, dovette essere esposto nello studio dell'artista per dei problemi di trasporto.

## Descrizione
L'iconografia è soltanto un pretesto in quanto lo scultore volle solo raffigurare una donna nuda. Il corpo della Venere presenta una torsione leggera, guidata dal braccio destro che scende molto in basso e dalla testa che si gira completamente verso la sua destra. Si ritiene che vi sia un'influenza manierista del Giambologna, con la Venere Cesarini del 1583. Circolavano molte copie di quest'opera, pertanto, è molto plausibile che Allegrain ne fosse a conoscenza. Allegrain riprese la forma del corpo, abbastanza allungato, ma scelse di concentrarsi di meno sul petto. Da un'altra Venere del Giambologna venne ripresa anche la capigliatura, un'acconciatura con delle trecce e un cignon.
Come fece Augustin Pajou nella sua Psiche abbandonata (1790, Parigi, museo del Louvre), egli ritrasse un vero corpo muliebre, con un aspetto voluttuoso e carnale e dalle carni arrotondate. Infine, per un motivo sconosciuto, Allegrain ha lasciato un ponteggio di pietra sulla nuca della scultura.
A livello tecnico, il blocco di marmo era di qualità media. Allegrain allora era uno scultore poco noto e il marchese di Marigny non voleva rischiare di sprecare un blocco di marmo di qualità se l'artista non si fosse dimostrato competente. Diderot avrebbe rimproverato molto Marigny per questo motivo.

## Accoglienza
Quando il gesso fu presentato al Salon del 1757, non attirò l'attenzione. Il marmo, tuttavia, venne apprezzato al Salon del 1767 e se ne ammirò la resa della carne. Nessuno si scandalizzò dell'iconografia, inedita, anche se il trattamento del nudo poteva cristallizzare le passioni del Salone, come nel caso della Psiche abbandonata di Pajou. Per Allegrain, questa statua sarebbe stata una rivelazione. Prima di allora di lui non si conosceva che la sua opera di presentazione. Se venne scelto da Marigny per questa commissione, fu grazie ai suoi rapporti di parentela, perché era il cognato di Jean-Baptiste Pigalle. Uscì pertanto dall'anonimato con quest'opera, e il re la donò a Madame du Barry, che avrebbe commissionato un pendant allo scultore.
Una replica della Venere al bagno di scuola francese è esposta nelle Collezioni comunali d'arte di Bologna.